# Cabana Pai Tomaz
Cabana Pai Tomaz ou Cabana Pai Tomás é um aglomerado ou favela, também definido como bairro, de classe média baixa, e uma periferia da região administrativa do Oeste, próximo à Avenida Amazonas e Cidade Industrial de Contagem, na cidade brasileira de Belo Horizonte, em Minas Gerais.
A prefeitura de Belo Horizonte, em parceria com o Governo de Minas Gerais, tem vindo a organizar inúmeras melhorias, incluindo acesso e diminuição dos becos e vielas. Este projeto conhecido como Vila Viva, tem como objetivo melhorar o acesso ao bairro, aumentar a iluminação, melhorando assim a segurança das pessoas que precisam transitar pelo local, e principalmente para a população local.
Cabana do Pai Tomaz também um ponto de comércio movimentado. Encontra-se um centro comercial na rua principal, embora esta não seja tão extensa, o número de pontos comerciais são vários. Em uma mesma rua são encontrados dois supermercados, duas padarias, dois sacolões, três açougues, uma casa lotérica e inúmeras lojas de roupas e calçados. O bairro conta com um centro de saúde, tendo a prefeitura anunciado em 2019 a construção de uma nova sede.
Em setembro de 2022, a Prefeitura de Belo Horizonte anunciou o lançamento de um grande conjunto de obras em melhorias em urbanização no aglomerado, visando a adaptação do aglomerado às necessidades atuais. Será levada a cabo a abertura da via Sete de Setembro, que integrará com a avenida Amazonas, estando previstas também a implementação de ciclovias e ciclofaixas com extensão de 24 quilômetros, construção de unidades habitacionais, instalação de saneamento básico e construção de novas áreas de lazer, com academias ao ar livre e recreação. A fase de projeto já se encontra finalizada, devendo começar no início de 2021 a licitação das intervenções, com duração de cinco e sete meses. O projeto tem um custo previsto de cerca de 47,85 milhões de dólares, esperando-se que beneficie cerca de 20 mil moradores do bairro.
Em maio de 2014, foi preso o chefe do tráfico de drogas do aglomerado, Warley Fernando, conhecido como o "Manchinha", um dos líderes da quadrilha "Gangue dos Ratos", que durante 10 anos comandou os esquemas no bairro Vista Alegre.
O deputado federal Nikolas Ferreira nasceu e residiu neste bairro.

## História
O bairro Cabana do Pai Tomaz, mais conhecido como bairro Cabana, teve início com a invasão de proximidades da antiga BR– 031(atual BR-262), nos terrenos pertencentes à fazenda Lhana, cujo proprietário era o Sr. Antônio Luciano. Tais áreas invadidas correspondem atualmente à Vila São José, Nova Cintra, Vila Oeste e Cabana do Pai Tomaz, que teve esse nome devido à existência de um lote na Avenida Amazonas onde realizavam-se benzeduras do Pai Tomás. A invasão foi estimulada em virtude de um Decreto Municipal do então Prefeito de Belo Horizonte Jorge Carone Filho, em 10 de setembro de 1962, que desapropriava os terrenos não vagos em prol do interesse social.
A ocupação da área gerou problemas, como a desvalorização de terrenos vizinhos. O terreno do deputado estadual Waldomiro Lobo, proprietário do Sanatório Waldomiro Lobo, atual Fundação Waldomiro Lobo foi um destes casos. Atualmente, a maior parte das habitações localizadas na subárea que compõe essa região (Vista Alegre, Madre Gertrudes, Patrocínio, Glalijá, Jardinópolis e Cabana) ainda não estão legalizadas e a população é nitidamente carente e de baixa renda. Nos últimos anos, entretanto, vêm conseguindo melhorias significativas, graças ao Programa do Orçamento Participativo da Prefeitura de Belo Horizonte.
No final da década de 1990 foi notícia no Jornal Nacional da Rede Globo, devido a grande onda de violência.